# رين هامبدن
رين ديكسون هامبدن (بالإنجليزية: Renn Dickson Hampden)‏ (29 مارس 1793-23 أبريل 1868) كان رجل دين أنجليكاني إنجليزي. أدت نزعاته الليبرالية إلى الصراع مع رجال الدين التقليديين عمومًا ومؤيدي النزعة التراكتارية (حركة أكسفورد) خلال السنوات التي درّس فيها في أكسفورد (1829-1846)، والتي تزامنت مع فترة من التغيير الاجتماعي السريع والتوترات السياسية المتزايدة. لم يحظى دعمه لحملة قبول غير الأنجليكانيين في جامعتي أكسفورد وكامبريدج بشعبية في ذلك الوقت (1834)، وتسبب باحتجاجات جدية عندما رُشِّح إلى منصب أستاذية ريجيوس في اللاهوتية بعد ذلك بعامين. كان انتخابه أسقفًا لهيرفورد حدثًا شهيرًا في الخلافات الدينية الفيكتورية لأنه أثار تساؤلات حول الامتياز الملكي في تعيين الأساقفة ودور رئيس الوزراء. أدار الأبرشية بتسامح وإحسان دون أن يشارك في أي خلاف آخر لنحو عشرين عامًا.

## التدريس والصراع في أكسفورد (1829-1846)
عاد هامبدن إلى أكسفورد في عام 1829 وأصبح أحد المعلمين في أوريل في مايو 1830 حيث أدى الخلاف حول واجبات المعلمين إلى إعفاء جون هنري نيومان وهوريل فرود وروبرت ويلبرفورس من مهامهم. اُختير هامبدن لإلقاء محاضرات بامبتون المرموقة لعام 1832 والتي حاول من خلالها فصل الحقيقة الأصلية للمسيحية عن التراكمات والخرافات اللاحقة، وخاصة الفلسفة المدرسية. كان فكره غامضًا ومبهمًا، وكانت المحاضرات التي قدمها مملة، واعتقد بعض الناس في ذلك الوقت أنه التزم بوجهة نظر هرطقية عن الثالوث أقرب إلى العقيدة التجديدية السوسنية وبدعة سابيليوس، ولم يبدأ الشك الفعلي إلا بعد نشره كتاب ملاحظات حول المعارضة الدينية في عام 1834، وبدأ غضب واسع النطاق في عام 1836 بعد ترشيحه إلى منصب أستاذية ريجيوس في اللاهوتية. انتقل في عام 1833 من التدريس في أوريل ليصبح مدير ردهة سانت ماري، وعُيِّن في عام 1834 في منصب أستاذية وايت في فلسفة الأخلاق دون أي تعليق سيئ، على حساب نيومان. اعترف الجميع أيضًا بأن هامبدن كان رجلًا فاضلًا قدّم الكثير للأعضاء في مرحلة ما قبل التخرج في ردهة سانت ماري.

## أسقف هيرفورد
كان ترشيح هامبدن من قبل اللورد جون راسل للمقعد الشاغر في أبرشية هيرفورد في ديسمبر عام 1847 إشارة أخرى للمعارضة المنظمة؛ وجرى تقديسه في مارس عام 1848 على الرغم من اعتراض العديد من الأساقفة، ومقاومة جون ميرويذر، عميد هيرفورد، الذي صوت ضد الانتخابات.
لم يغير هامبدن بعد أن أصبح أسقف هيرفورد أي شيء في عاداته التي اتبعها منذ زمن طويل من العزلة المستمرة، وازدهرت أبرشيته بشكل مؤكد طوال فترة وجوده فيها، وذلك على الرغم من أنه لم يُظهر أي نشاط كنسي خاص أو اهتمام يُذكر. تُعد مقالاته عن أرسطو وأفلاطون وسقراط من بين أهم كتاباته التي كتبها بعد حين، وساهمت في الطبعة الثامنة من موسوعة بريتانيكا، ثم أعيد طبعها مع بعض الإضافات تحت عنوان آباء الفلسفة اليونانية (أدنبرة، 1862). أصيب بنوبة شلل في عام 1866، وتوفي في لندن في 23 أبريل 1868.
نشرت ابنته هنريتا هامبدن كتاب بعض مذكرات آر. دي. هامبدن في عام 1871.